# Шрайк (сокіл)
Шрайк (сокіл) — дикий сокіл, який на Запоріжчині  у 2025 році  атакував російський дрон. В результаті дрон збився з курсу, а сокіл отримав травму. Воїни ЗСУ порятували сокола — направили його у обласний центр (Запоріжжя) для лікарської допомоги. А ті — переправили колегам-ветеринарам у Дніпро, де сокола успішно прооперували. 
Українські воїни дали соколу ім'я — Шрайк.

## Цікаво
- Боротьба диких тварин проти загарбників екранізована ще у фільмі Аватар.